# لیکی (دهانه)

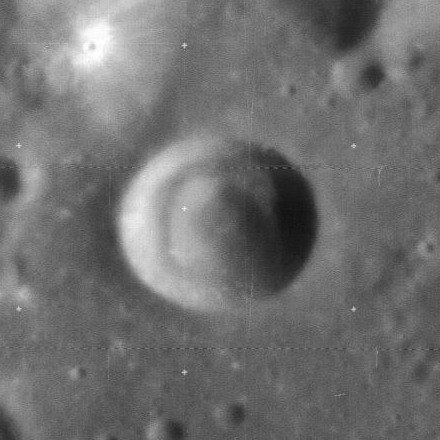
نمونه یک دهانه یا لیکی که توسط تلسکوپ های پیشرفته گرفته شده است.

لیکی یک دهانه برخوردی در ماه‌ است.